# 新地梨絵
新地 梨絵（しんち りえ、本名同じ、1988年9月1日 - ）は、日本のタレント、グラビアアイドル。身長159cm、血液型AB型。
よしもとクリエイティブ・エージェンシーを経て、現在は舞夢プロに所属している。大阪府出身。甲南女子大学出身。

## 人物
- 2008年 - ルミネtheよしもと7周年キャンペーン企画で誕生したよしもとグラビアエージェンシー2期生。キャッチフレーズは「白船来襲、美白のビーナス」。
- 特技は和太鼓。
- 大のキティマニア。[1]
- 『キャンパスナイトフジ』出演時には神戸から東京に通っていたという（2009年12月放送より）。番組開始当初、事実上のMCケンドーコバヤシから新地が邪険な扱いを受けていたとして、TBSラジオ『ケンドーコバヤシのテメオコ』にゲスト出演した山里亮太が指摘し、ケンコバを注意した（当日の放送では新地本人は不在）。

## 出演作

### テレビ番組
- キャンパスナイトフジ（フジテレビ、2009年4月 - 2010年3月）キャンパスナイターズ

### ラジオ番組
- 土肥ポン太とザ・プラン9ヤナギブソンのヨシモト*chatterbox![2]（YES-FMnamba）火曜日アシスタント（2008年 - ）
- DJ Tomoaki's Radio Show!（2009年11月5日※ゲスト出演、下北FM）

## 写真集
- キャンパスナイトフジ しこたま卒業アルバム（2010年3月19日、講談社） ISBN 978-4-06-379441-0

## CD
- エロくないのにエロく聴こえる歌 〜しこたまがんばれ!〜（2010年3月17日、ポニーキャニオン） - キャンパスナイターズ